# Fantasy Productions
Fantasy Production (FanPro) est un éditeur allemand de jeux de rôle (basée à Erkrath), fondé par Werner Fuchs, Ulrich Kiesow et Hans Joachim Alpers.
Il a développé le jeu de rôle L'Œil noir (Das Schwarze Auge, DSA) pour Schmidt Spiele, puis a repris l'édition de ce jeu à son compte après la faillite de Schmidt Spiele. Il publie une version anglaise de la quatrième version de L'Œil noir intitulée The Dark Eye.
En 2004, il a créé une maison d'édition, Phönix Verlag, afin d'éditer des romans se déroulant dans le monde de L'Œil noir (voir Dère > Romans).
Il a également été l'importateur et le traducteur de jeux de la FASA comme Shadowrun, dont il a même été un temps le distributeur mondial, et Battletech.

## Historique
Initialement, c'est un magasin de jeux de Düsseldorf, Fantastic Shop, créé en 1977. Ce magasin importe des jeux de société américains ainsi que des jeux de rôle. Du fait de leur croissance, les propriétaires, Werner Fuchs, Hans Joachim Alpers et Ulrich Kiesow, créent Fantasy Productions GbR en 1983. Les premiers produits traduits sont Tunnels et Trolls en 1983, sous le titre Schwerter & Dämonen, puis Traveller.
Lorsqu'ils créent L'Œil noir, leur propre jeu de rôle, la société n'est pas assez solide pour supporter l'édition et la distribution du jeu. Ils s'associent donc avec Schmidt Spiel + Freizeit, le deuxième éditeur de jeu d'Allemagne à l'époque.
En 1988, Fantasy Productions fusionne avec l'entreprise d'importation parallèle de Werner Fuchs et Ulrich Kiesow, Importfirma Fantastic Shop, pour former Fantasy Productions GmbH en 1988. FanPro édite alors quelques traductions de romans, comme La Romance de Ténébreuse de Marion Zimmer Bradley ou Armageddon Rag de George R. R. Martin. La collaboration avec la FASA, amorcée avec Traveller, se renforce et FanPro traduit d'autres jeux (BattleTech, Shadowrun, Earthdawn).
Le développement de L'Œil noir continue, avec la sortie de produits dérivés : romans, jeux vidéo, un magazine bimensuel (Aventurischer Bote), un jeu de cartes à collectionner (Dark Force : Duel en Aventurie, 1994). FanPro entreprend l'édition de L'Œil noir à la place de Schmidt Spiele en 1997.
La société commence à se désengager de l'édition en 2006 au profit de Ulisses Spiele : au printemps, il lui octroie la licence pour Myranor, puis le 18 avril 2007 pour la publication des règles, ne gardant que la publication des romans. En 2011, FanPro leur octroie également la publication des romans, tout en gardant sa marque. 
La société est mise en liquidation en 2012. La boutique en ligne FanPro-Shop continue son activité, mais la société la gérant prend le nom de 17&8 (Siebzehn und acht) ; elle est toujours basée à Erkrath et est possédée en partie par Werner Fuchs.

## Jeux distribués
- Shadowrun
- BattleTech
- Earthdawn (maintenant distribué par Games In)
- Demonworld
- Crimson Skies
- HeroClix
- Mechwarrior (Technoguerriers)
- Mage Knight
- Pirates of the Spanish Main
- Traveller